# La storia della terra (skulptur)
La storia della terra (Jordens historia) är en skulptur i olika stensorter vid entrén till Marievik och LIljeholmskajen i Stockholm, som är skapad av det tyska konstnärsparet Anna-Maria Kubach-Wilmsen och Wolfgang Kubach.
La storia della terra invigdes i september 2001. Den består av en bokstapel med fem böcker, samt ytterligare en bok, på ett fundament. Delarna är uthuggna i olika slags sten från olika länder på fem kontinenter. Den friliggande boken är gjord av ljusblå sten från Brasilien. I bokstapel liggen en bok i ljusgrå sten från Indien överst, och under den i ordning en biok i gul sten från Vietnam, en bok i svart sten från ett land i Afrika, en röd bok i bohusgranit från Sverige och en bok i grå sten från Australien.
Hela skulpturen väger tolv ton.
Varianter av skulpturen i mindre skala finns utanför Trump Tower i New York i USA och utanför Bibliothèque municipale i Lyon i Frankrike. En variant från 2013 med måtten 200 x 160 x 110 centimeter ställdes också ut på en utställning på Riedberg Campus på Johann Wolfgang Goethe-Universität i Frankfurt am Main i maj-oktober 2015.